# Gemella
Gemella ist eine Gattung von Bakterien. Sie zählt zu der Abteilung Firmicutes. Die Arten Gemella haemolysans und G. morbillorum können pathogen für den Menschen sein. Andere Arten, wie z. B. G. massiliensis sind harmlose Bewohner des menschlichen Sputums.

## Merkmale
Die Arten von Gemella sind grampositiv. Allerdings entfärben sich manche Kolonien bei der Gram-Färbung leicht und geben somit gramnegative bzw. gramvariable Reaktionen. Die Zellwände sind relativ dünn (10–20 nm), was wahrscheinlich für ihren gramvariablen Charakter verantwortlich ist. Die Zellen sind eiförmig bis coccoid, die einzelnen Zellen sind in Paaren, Tetraden und in traubenförmigen Zellhaufen angeordnet. Selten treten auch kurze Ketten auf. Auch pleomorphe Zellen mit länglichen und stabförmige Formen können auftreten. Die Größe der Zellen kann stark variieren. Der Durchmesser variiert von etwa
0,5 µm bis mehr als 1 µm und „Riesenzellen“ („giant cells“) wurden
beobachtet. Bei der Art Gemella morbillorum kann der Pleomorphismus sehr ausgeprägt sein; die Kokken können leicht länglich sein und die Zellen können von ungleicher Größe sein. Verlängerte Zellen sind meist 0,5 × 1,2 μm groß, es wurde jedoch auch von längeren Zellen (bis zu 2–3 μm) berichtet.
Die Gattung Gemella ist fakultativ anaerob und zeigt beste Wachstumsraten unter hohem CO2-Gehalt. Der Oxidase-Test und Katalase-Test fällt negativ aus. Gemella nutzt als Stoffwechselweg die Fermentation. G. haemolysans und G. morbillorum fermentieren unter Sauerstoffausschluss Glucose zu Essigsäure und Milchsäure.

## Gemellaals Krankheitserreger
Gemella haemolysans und G. morbillorum bewohnen Schleimhäute von Menschen und anderen Säugetieren. Gemella haemolysans wurde in der Mundhöhle und im oberen Verdauungstrakt von gesunden Menschen gefunden. Es wirkt hemmend auf das Wachstum von dem Parodontitiserreger Porphyromonas gingivalis, ein Bakterium der Bacteroidetes. G. haemolysans kann jedoch auch selber krankheitserregend wirken und Endokarditis verursachen. Gemella morbillorum kann Sepsis, Abszesse und Wundinfektionen und Infektionen im Urogenitalbereich hervorrufen. Infektionen treten jedoch selten auf. Von den Enterokokken lassen sich die beiden Arten durch den tolerierten Natriumchloridgehalt unterscheiden, sie zeigen bei einem NaCl-Gehalt von 6,5 % im Gegensatz zu Enterokokken kein Wachstum mehr. Gegen Infektionen von Gemella kann u.a das Antibiotikum Penicillin G eingesetzt werden.

## Systematik
Die Gattung Gemella wurde ursprünglich zu der Familie Neisseriaceae gestellt, doch weitere Untersuchungen zeigten zu viele Unstimmigkeiten mit den Merkmalen dieser Familie. 1974 wurde sie in die Familie Staphylococcaceae eingeordnet, allerdings war die Familie zu diesem Zeitpunkt noch nicht im Sinne der Bakteriensystematik anerkannt. Es konnte später gezeigt werden, dass Gemella sich aufgrund einiger Merkmale von den anderen Gattungen so stark unterscheidet, dass die Zuordnung zu einer gemeinsamen Familie 2009 nicht mehr vertretbar erschien. Gründe hierfür sind insbesondere der negative Katalase- und Oxidase-Test sowie die Zusammensetzung der Lipide in der Zellmembran. Aktuell (August 2019) ist sie keiner Familie zugeordnet, sondern als Incertae sedis lediglich zu der Ordnung Bacillales gestellt.
Es folgt eine Liste einiger Arten der Gattung (Stand August 2019)
- Gemella asaccharolytica Ulger-Toprak et al. 2010
- Gemella bergeri corrig. Collins et al. 1998
- Gemella cuniculi Hoyles et al. 2000
- Gemella haemolysans (Thjøtta und Bøe 1938) Berger 1960 (die Typspezies der Gattung)
- Gemella morbillorum (Prévot 1933) Kilpper-Bälz und Schleifer 1988
- Gemella palaticanis Collins et al. 1999
- Gemella parahaemolysans Hung et al. 2014
- Gemella sanguinis Collins et al. 1999
- Gemella taiwanensis Hung et al. 2014